# Méthode Photolangage
 (août 2022).
Photolangage est une marque, déposée par deux de ses inventeurs, Alain Baptiste et Claire Bélisle, qui ont mis au point, à la fois une méthode destinée à faciliter le travail en groupe et des dossiers thématiques de photographies qui servent de support à de nombreuses activités de groupe. 
L'approche interactive et socioculturelle de la communication qui y est développée met au cœur du dispositif non le sujet individu, mais le sujet en interaction avec d’autres sujets. Les photographies sont choisies pour leur capacité à faire voir et à faire penser.
Cet outil, utilisé en éducation, en formation, en animation et en thérapie ouvre sur la prise de conscience, le développement personnel, et la créativité. Il est utilisé avec des jeunes et des adultes, lorsqu'il s'agit de travailler à partir de la parole et de l'expérience des participants. Il permet de travailler sur les représentations, d'organiser un espace de parole et d'écoute et d'aider les personnes à se construire et à construire des repères. Une vingtaine de dossiers ont été publiés et une quinzaine d'autres ont été réalisés sur commande pour des centres de formation. Chaque dossier comporte 48 photographies N&B ou couleur, ainsi qu’une présentation approfondie du thème et de la méthode, et des indications pour le déroulement concret du travail.

## Historique
La méthode Photolangage a été créée au milieu des années 1960 par une équipe franco-suisse d'animateurs et de psychosociologues.  
Leur exploration du travail avec des photographies dans des groupes divers, et plus particulièrement dans des groupes de jeunes, s’est concrétisée avec la publication en janvier 1968 d’un premier dossier de photographies en noir et blanc. La démarche fut, au départ, totalement intuitive et consista à utiliser des photographies comme support pour faciliter l’expression verbale d’adolescents et d’adultes qui rencontraient des difficultés à parler en groupe de leur vécu et de leurs expériences. 
Devant le succès de cette première expérience, la méthode fut ensuite étendue à de nouveaux domaines : l'éducation, la formation pour adulte, l'animation sociale, l'intervention en institution, le soin psychique, la Philosophie, etc.

## La méthode Photolangage
La méthode Photolangage s'est développée dans différents champs comportant des pratiques ancrées dans des approches différentes de l'action humaine et du travail d’accompagnement : animation, éducation, formation, aide, soin et thérapie. 
Dans ces différents contextes, il va s’agir d’ancrer la communication, entre des personnes réunies en groupe restreint, dans la prise de conscience des dimensions émotionnelles, imaginaires et symboliques de leurs expériences présentes et passées. Les photographies deviennent des intermédiaires facilitant l’expression et les échanges à propos de questions thématiques les concernant et les intéressant, et leur permettant de se construire. Selon René Kaës : « Le Photolangage n’est pas une méthode fondée sur la projection mais sur l’induction : elle trace le chemin qui conduit de l’image à la parole ».
Dans un contexte pédagogique, la méthode Photolangage va être utilisée avec des objectifs pour un travail de groupe permettant d’activer les processus d’appropriation et de construction de soi, car c’est en se construisant comme sujet connaissant que chacun construit ses connaissances.
Dans la période de changements que traversent la plupart des entreprises, la méthode Photolangage va permettre la mise en place d’espace de médiation, pour les situations de communication (accueil, insertion des nouveaux arrivants, démarrage des groupes projets, audit de culture d’entreprise, audit de formation), où il est capital de pouvoir se parler, d'échanger, de se rencontrer pour pouvoir comprendre ce qui est en cours, pour pouvoir ajuster ses propres perceptions, pour faire entendre son point de vue. Il en est de même pour les situations de formation dans un contexte professionnel que facilite la médiation des photographies, depuis le travail sur les représentations, le démarrage de formations qui mettent en œuvre une pédagogie active, jusqu’à l’apprentissage de la négociation sociale et la formation de formateurs. 
Dans le domaine du soin, le  recours à Photolangage va chercher à favoriser les processus associatifs, c’est-à-dire la mise en marche de l’activité de liaison et de symbolisation, notamment en référence à la théorie psychanalytique. À partir de cette perspective théorique, on peut dire qu'un défaut de symbolisation est un défaut de liaison par la pensée entre l’éprouvé corporel et la mise en mot. La symbolisation résulte de la capacité à transformer l’affect en sentiment par la parole. D'après les praticiens de cette méthode, elle serait particulièrement indiquée pour les individus qui ont des difficultés à associer.

## Pourquoi des photographies?
Mobilisant l'imaginaire, les photographies vont faciliter la prise de conscience par chacun des images et des représentations dont il est porteur. Elles sont choisies pour leur capacité à évoquer les différentes composantes de la thématique du dossier, pour leur puissance suggestive, leur qualité esthétique et leur valeur symbolique. Alors que la majorité d'entre elles renvoient à des situations de la vie quotidienne où se jouent les différentes composantes de la thématique, d’autres photographies plus symboliques représentent des éléments qui n’ont pas de liens spécifiques avec le thème, mais peuvent permettre d’exprimer par association ou par métaphore différents aspects de l'expérience de chacun. 

## Les dossiers photographiques
Les premiers dossiers, en N&B, sont tous épuisés. Depuis 2002, six dossiers Photolangage pour le travail de groupe ont été publiés, tous en couleur. Chacun a été conçu et travaillé par un ensemble spécifique d’animateurs. Quatre sont pour un travail avec des adolescents et des jeunes :
- 2003 : Adolescence, amour et sexualité, sous la direction de Claire Bélisle, 2e édition revue et actualisée, 2015, Lyon, Chronique Sociale.
- 2008 : Corps, communication et violence à l'adolescence, sous la direction de Claire Bélisle, Lyon, Chronique Sociale.
- 2012 : Jeunes et Alimentation, sous la direction de Claire Bélisle et Alain Douiller, Lyon, Chronique Sociale.
- 2015 : Jeunes, prises de risques et conduites addictives, sous la direction de Claire Bélisle et Alain Douiller, Lyon, Chronique Sociale.

Deux ont été conçus pour un public d'adultes :
- 2013 : Travail et relations humaines. Pour mieux vivre son rapport au travail, Claire Bélisle, Lyon, Chronique Sociale.
- 2016 : Comprendre ce que conduire suppose. De la sécurité routière vers l'éducation à une mobilité citoyenne consciente, sous la direction de Claire Bélisle et Laurence Weber, Lyon, Chronique Sociale.

Un septième dossier propose un développement de la méthode pour l'entretien individuel :
- 2017 : Orientation et évolution professionnelle. Pour faciliter la réflexion, les choix et la parole, sous la direction de Claire Bélisle, Chronique Sociale.

## Le dispositif[7]
Dans le domaine de l’animation, de l'éducation et de la formation, le travail se fait avec des groupes de 10 à 20 personnes et un ou deux animateurs, éducateurs, formateurs ou intervenants. La méthode Photolangage est utilisée pour une ou plusieurs séances dont la durée, prévue à l’avance, peut être entre une heure et deux heures trente. Les participants sont informés du dispositif et doivent donner leur accord pour y participer. 
Dans le domaine du soin, 5 à 8 patients forment un groupe hebdomadaire, semi-ouvert ou fermé, à jour, lieu et heure fixes. La durée des séances est d’une heure à une heure et demie et les séances sont encadrées par 2 ou 3 animateurs (psychologues, psychiatres, infirmiers) qui sont toujours les mêmes, assurant ainsi la continuité du travail.

### Déroulement d'une séance
Une séance Photolangage se déroule en trois ou quatre temps :
- 1er temps : Présentation du thème, des objectifs, des modalités de fonctionnement et de la tâche ou question

L'animateur-intervenant joue un rôle-clé dans l'organisation du cadre et le déroulement de la méthode, ce qui nécessitera pour lui un temps de préparation préalable. Son rôle principal consiste à mettre en place le cadre, matériel, thématique et déontologique, en transmettant au groupe l’ensemble des consignes concernant le déroulement de la séance. Il présente l'objectif choisi pour la séance de façon à motiver le groupe et lui donner envie d’explorer le champ proposé. Puis il présente la ou les tâches que chaque participant devra accomplir.
- 2e temps : Le choix des photos.

Après l'énoncé de la tâche ou question par un des animateurs (e.g. « Choisissez une ou deux photographies qui vous permettent de dire au mieux ce que réussir veut dire pour vous actuellement »), les photographies sont disposées sur des tables. Chaque membre du groupe va choisir individuellement une ou deux photographies, celles qui lui « parlent » le plus. Ce choix se fait dans le silence, par le regard et dans un temps limité. Une des singularités de la méthode réside dans le fait que l'animateur aussi choisit une photo. Cette singularité apporte plusieurs avantages : les participants ont ainsi la perception que la méthode ne les met pas en danger, que chacun cherche une position personnelle, qu’il n’y a pas de bonne réponse et cela favorise l’identification aux animateurs, formateurs ou soignants.
- 3e temps : Les échanges en groupe.

Le ou les animateur(s) rappelle(nt) les modalités de fonctionnement du groupe et les contraintes du temps afin que chacun puisse présenter sa ou ses photographies. Son rôle est d'abord un rôle d'écoute : à la fois écouter avec le maximum de présence et favoriser l'écoute dans le groupe. Chaque participant présente au groupe sa ou ses photographie(s) et explique en quoi elle(s) lui permet(tent) de répondre à la question posée. Puis, il va écouter ce que les autres participants, ceux qui ont envie de s’exprimer, ont à lui dire pour lui manifester leur écoute et échanger avec eux. Une des particularités de la méthode Photolangage est que le travail avec les photographies est source de plaisir : plaisir à échanger, plaisir d’être en groupe. Bien que les objectifs de construction de soi et de développement personnel  soient très proches de ceux des Ateliers de parole, la médiation par la photographie facilite ici les liaisons intrapsychiques et la prise de parole.
- 4e temps : Analyse de la séance du groupe.

Il s'agit d'un temps d'analyse et de réflexion pouvant permettre un début d'appropriation et d'approfondissement du travail qui vient d'être fait avec les photographies. L'animateur-formateur demande aux participants comment ils ont vécu ce travail avec des photographies, qu'est-ce que cela a évoqué pour eux et comment cela s'est passé pour eux.

## Spécificité de la méthode Photolangage et les processus psychiques
Le travail qu'il est possible de faire avec la méthode Photolangage fait appel à différents processus psychiques, telle que les processus de représentation, de prise de conscience, de médiation, d’interaction, d’interprétation et de symbolisation. Ces processus sont sollicités différemment selon les approches mises en œuvre, selon les thèmes et selon les objectifs et tâches. 
L’objet médiateur, ici, la photographie, a une double polarité : un pôle réalité et un pôle représentativité. Le temps du choix individuel va solliciter l’individu dans son vécu, dans son « être », la médiation photographique venant faciliter des liaisons entre ses expériences passées et ce qu’il vit présentement. C’est à partir de cette prise de conscience que le sujet va choisir ce qu’il souhaite partager avec le groupe.
Le fait que le sujet réponde à la question posée à l’aide d’une photographie va permettre la mise en place d’un espace de jeu entre mobilisation de la pensée en images et mobilisation de la pensée en idées. La photographie, objet médiateur, va solliciter l’imaginaire dans cet espace transitionnel qu’est le préconscient. Cet imaginaire qui se déploie va changer, se transformer en s'échangeant. La photographie va ainsi favoriser un travail de transformation mais aussi d’intégration. « Le Photolangage (…) prend sa valeur d'être proposé comme un embrayeur de processus associatifs, de mise en marche de l’activité de liaison et de symbolisation, là où elle bute ou réussit à l'occasion de la situation engendrée et cadrée par la méthode. » (René Kaës).
Durant les échanges en groupe, certains vont venir étayer l'imaginaire présenté, d'autres vont exprimer un imaginaire différent. « Cette phase est le théâtre de toutes les violences imaginaires…Les images apportées par chacun s'entrecroisent, s'entrechoquent, se renforcent, se cumulent, au point de conforter le sujet dans sa perception ou de le décaler de sa vision initiale. » (C. Vacheret).
Ce travail de groupe et en groupe cherche à aider le sujet à une prise de conscience de la subjectivité de ses représentations et une appropriation de certains aspects de soi.
Trois ouvrages ont été produits pour exposer cette méthode. On en trouve aussi une présentation plus succincte dans les dossiers publiés depuis 2002.